# Václav Čapek

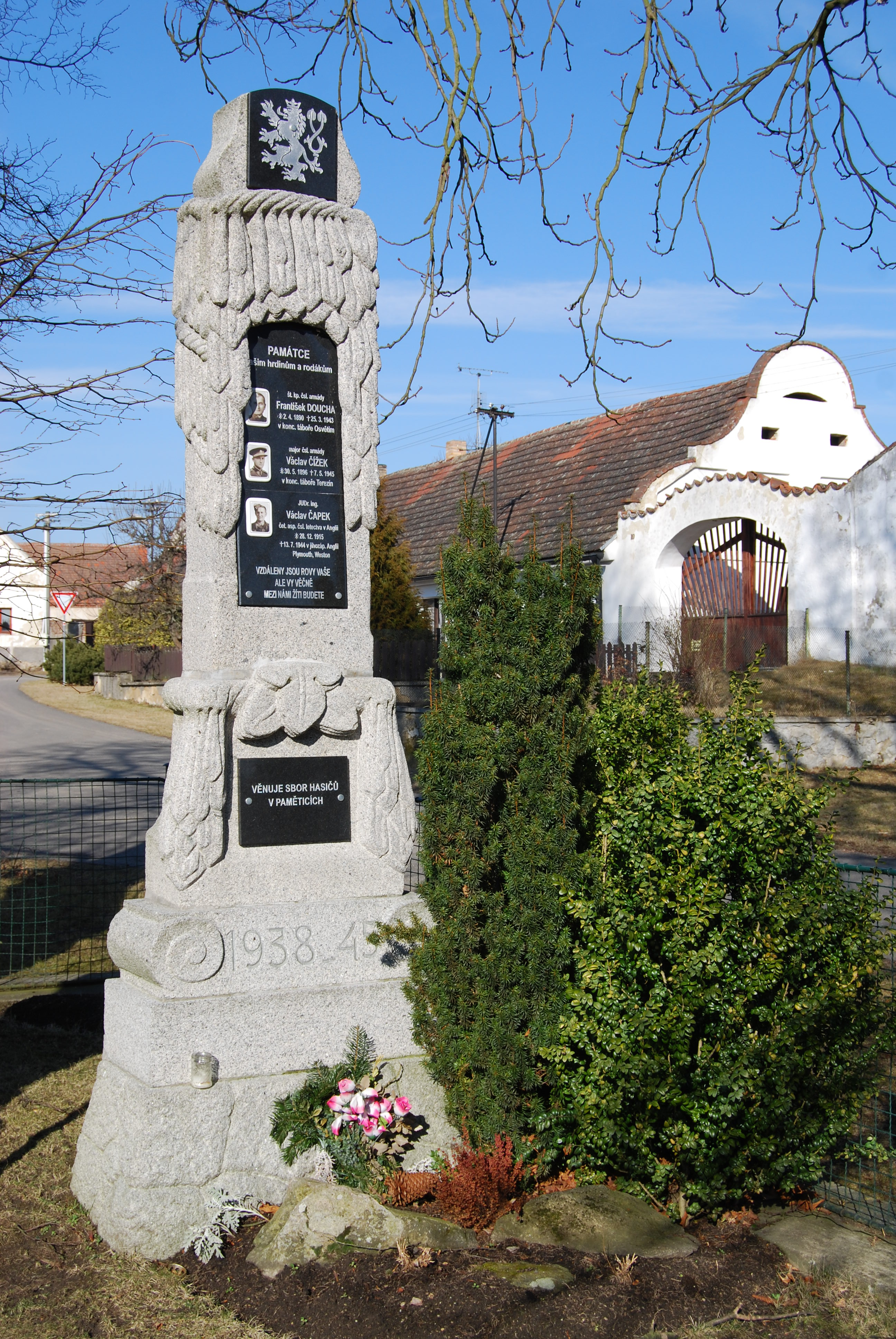
Památník obětem 2. světové války v Paměticích

Václav Čapek (28. prosince 1915 Pamětice – 13. července 1944 poblíž Plymouthu) byl příslušník 311. československé bombardovací perutě RAF, radiotelegrafista, major československé armády in memoriam.

## Životopis

### Před druhou světovou válkou
Narodil se v Paměticích jako nejmladší z pěti dětí. Do obecné školy chodil v Drhovli. Vystudoval gymnázium v Písku, kde v roce 1933 s vyznamenáním maturoval. Poté absolvoval Vysokou školu obchodní v Praze, na které promoval v roce 1938; externě též studoval na právnické fakultě. Jako zástupce pražského Exportního ústavu byl poslán do Austrálie.

### Za druhé světové války
Po vyhlášení války se v Sydney přihlásil do československé zahraniční armády a byl poslán do výcvikového střediska československé zahraniční armády v Palestině, kde se stal příslušníkem československého 11. pěšího praporu. V roce 1942 se přihlásil ke službě v letectvu a dne 21. října 1942 byl přijat do Royal Air Force. Po absolvování kursu radiotelegrafistů, absolvoval kurs palubních střelců a poté prošel výcvikem v operační výcvikové jednotce. Dne 31. srpna 1943 získal hodnost F/Sgt. Dne 4. března 1944 byl přidělen do 311. československé bombardovací perutě RAF. Absolvoval operační protiponorkové lety nad Atlantským oceánem. Dne 13. července 1944 byl v osádce bombardovacího letounu Liberator BZ 717, který hlídkoval nad Lamanšským průlivem; letounu přestal fungovat výškoměr, letoun narazil do svahu a celá osádka zahynula.

### Po druhé světové válce
Dne 16. února 1946 byl „In memoriam“ vyznamenán Československým válečným křížem 1939. Jeho jméno je uvedeno na památníku obětem druhé světové války v Paměticích.